# Constantin Zălinescu
Constantin Zălinescu (n. 13 mai 1952, Văleni, România) este un matematician român, membru titular al Academiei Române din 2024.

## Legaturi externe
- Zălinescu[nefuncțională – arhivă]
 la Academia Română